# Діер-Парк (Каліфорнія)
Діер-Парк (англ. Deer Park) — переписна місцевість (CDP) в США, в окрузі Напа штату Каліфорнія. Населення — 1294 особи (2020).

## Географія
Діер-Парк розташований за координатами 38°32′6″ пн. ш. 122°28′12″ зх. д. / 38.53500° пн. ш. 122.47000° зх. д. (38.535076, -122.470108).  За даними Бюро перепису населення США в 2010 році переписна місцевість мала площу 14,46 км², з яких 14,45 км² — суходіл та 0,01 км² — водойми.

## Демографія
Згідно з переписом 2010 року, у переписній місцевості мешкало 1267 осіб у 564 домогосподарствах у складі 340 родин. Густота населення становила 88 осіб/км².  Було 685 помешкань (47/км²).
Расовий склад населення:
| - 87,5 % — білих - 4,0 % — азіатів - 1,0 % — чорних або афроамериканців - 0,7 % — корінних американців - 4,8 % — осіб інших рас |

До двох чи більше рас належало 2,0 %. Частка іспаномовних становила 11,6 % від усіх жителів.
За віковим діапазоном населення розподілялося таким чином: 15,1 % — особи молодші 18 років, 63,2 % — особи у віці 18—64 років, 21,7 % — особи у віці 65 років та старші. Медіана віку мешканця становила 51,9 року. На 100 осіб жіночої статі у переписній місцевості припадало 91,1 чоловіків;  на 100 жінок у віці від 18 років та старших — 87,5 чоловіків також старших 18 років.
Середній дохід на одне домашнє господарство  становив 151 755 доларів США (медіана — 96 058), а середній дохід на одну сім'ю — 125 315 доларів (медіана — 116 071). За межею бідності перебувало 13,6 % осіб, у тому числі 44,5 % дітей у віці до 18 років та 10,9 % осіб у віці 65 років та старших.
Цивільне працевлаштоване населення становило 403 особи. Основні галузі зайнятості: освіта, охорона здоров'я та соціальна допомога — 46,7 %, роздрібна торгівля — 11,4 %, виробництво — 7,4 %, науковці, спеціалісти, менеджери — 6,9 %.